# Dolabel·la (família)
Dolabel·la, de vegades escrit Dolobel·la (llatí: Dolabella o llatí: Dolobella) va ser una família d'origen patrici de la gens Cornèlia.
Els membres més rellevants de la família van ser:
- Publi Corneli Dolabel·la Màxim, cònsol de Roma el 283 aC
- Gneu Corneli Dolabel·la, magistrat romà
- Gneu Corneli Dolabel·la, cònsol de Roma el 159 aC
- Gneu Corneli Dolabel·la, cònsol de Roma el 81 aC
- Gneu Corneli Dolabel·la, pretor i propretor el 80 aC
- Publi Corneli Dolabel·la, pretor urbà el 67 aC
  - Publi Corneli Dolabel·la, cònsol romà el 44 aC
    - Publi Corneli Dolabel·la, cònsol romà el 10 aC
      - Publi Corneli Dolabel·la, procònsol d'Àfrica durant el 23 i 24
- Corneli Dolabel·la, cavaller romà